# ایواری پادار
ایواری پادار (استونیایی: Ivari Padar؛ زادهٔ ۱۲ مارس ۱۹۶۵) سیاست‌مدار اهل استونی است.
از سمت‌های وی می‌توان به عضو دو دوره پارلمان اروپا، دو دوره وزارت کشاورزی و یک دوره وزارت وزیر دارایی استونی اشاره کرد.